# Ниоба (Матрица)
Ниоба (также распространено написание Ниобе; англ. Niobe) — персонаж медиафраншизы «Матрица», пилот Сопротивления. Её играет Джада Пинкетт-Смит.
Ниоба появляется в фильмах «Матрица: Перезагрузка», «Матрица: Революция» и «Матрица: Воскрешение». Это жительница Зиона, которая примкнула к восстанию против Матрицы и позже стала капитаном кораблей «Логос» и «Хаммер». Когда-то она была полицейской из Детройта по имени Нора Джакс, а имя «Ниоба» получила от жителей афроамериканского квартала, где спасла девочку из пожара. До начала действия фильмов у Ниобы были романтические отношения с Морфеусом; даже после разрыва она часто помогает бывшему возлюбленному. Это лучший пилот Сопротивления, а в виртуальном мире «Матрицы» она на высоком уровне владеет боевыми искусствами. В новой части «Матрицы» она возглавляет отстроенный город людей и, несмотря на пожилой возраст, сохраняет авторитет сильного и уважаемого лидера.
Ниоба стала одним из двух главных персонажей видеоиры Enter the Matrix (2003), она появляется в видеоигре The Matrix Online (2005) и в игре The Matrix: Path of Neo (2005). В последнем случае её озвучивала Кимберли Брукс.